# Llangollen

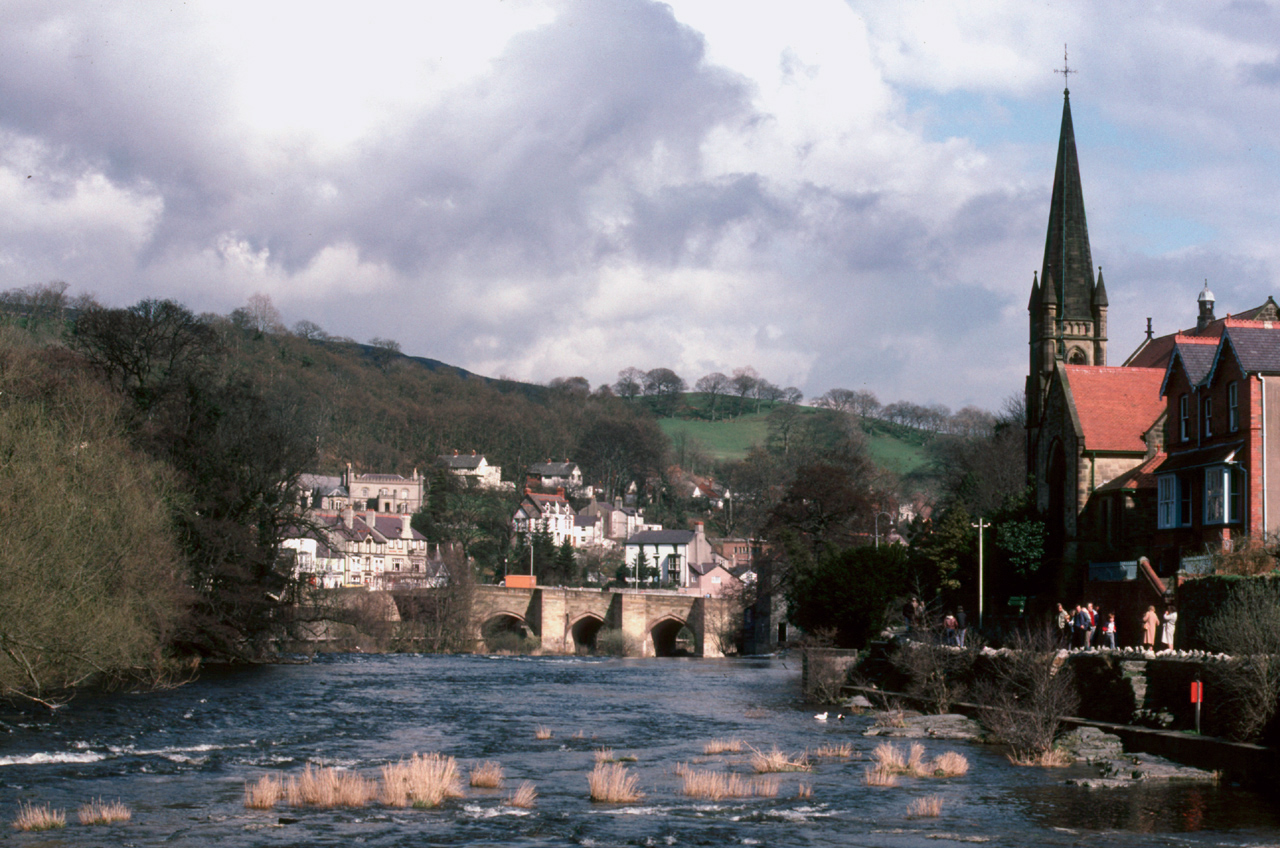
Llangollen am River Dee

Llangollen [ɬanˈɡoɬen] ist ein Marktflecken und eine Community in der Grafschaft Denbighshire im Nordosten von Wales, Großbritannien. Der Ort liegt am Fluss Dee am Rande der Berwyn Mountains.
Große wirtschaftliche Bedeutung hat der Fremdenverkehr, weil der Ort am Hauptweg nach Snowdonia im Norden von Wales liegt. Dazu gibt es einige historisch interessante Relikte in der Umgebung: die 1200 gegründete Abtei Valle Crucis, die Säule von Eliseg (ein bemerkenswertes Steinkreuz aus dem 9. Jahrhundert), die Burg Dinas Bran (eine Feste eines walisischen Prinzen aus dem 13. Jahrhundert) sowie eine Brücke über den Dee aus dem 14. Jahrhundert.

## Eisteddfod
Llangollen ist die Heimat des 1946 als Ausdruck der Völkerverständigung neu ins Leben gerufenen International Eisteddfod. An dem jährlich abgehaltenen walisischen Kunstfestival beteiligen sich Chöre, Volkstanzgruppen und Künstler aus aller Welt. Am Anfang waren es 42 Chöre aus 14 Ländern; heute nehmen mehr als 120 Chöre und Tanzgruppen aus über 30 Ländern teil. Das Festival zählt weltweit zu den größten seiner Art und zieht in der Festspielwoche rund 50.000 Besucher an.
Im Jahr 2004 wurde das Llangollener Eisteddfod – allerdings erfolglos – für den Friedensnobelpreis nominiert.

## Stadtentwicklung

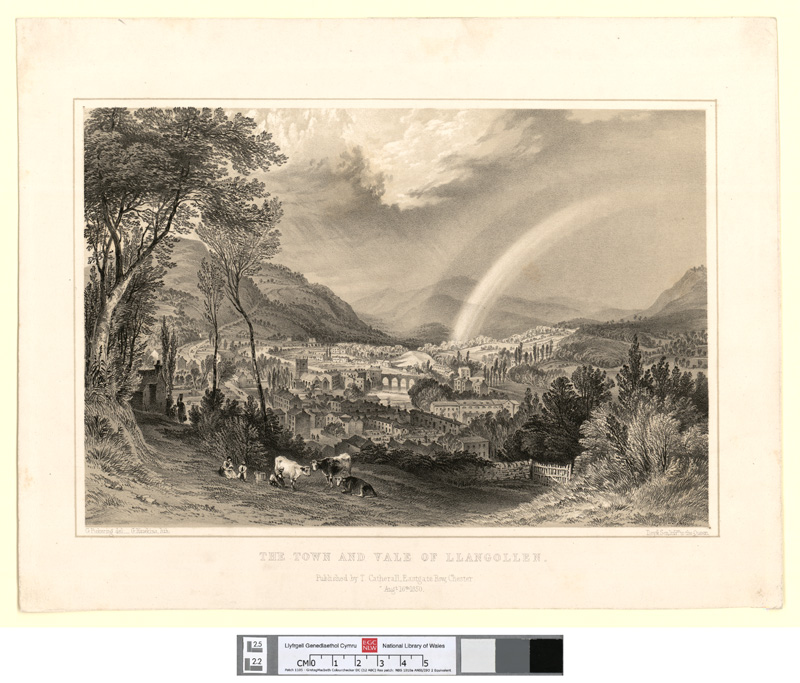
Llangollen, 1850

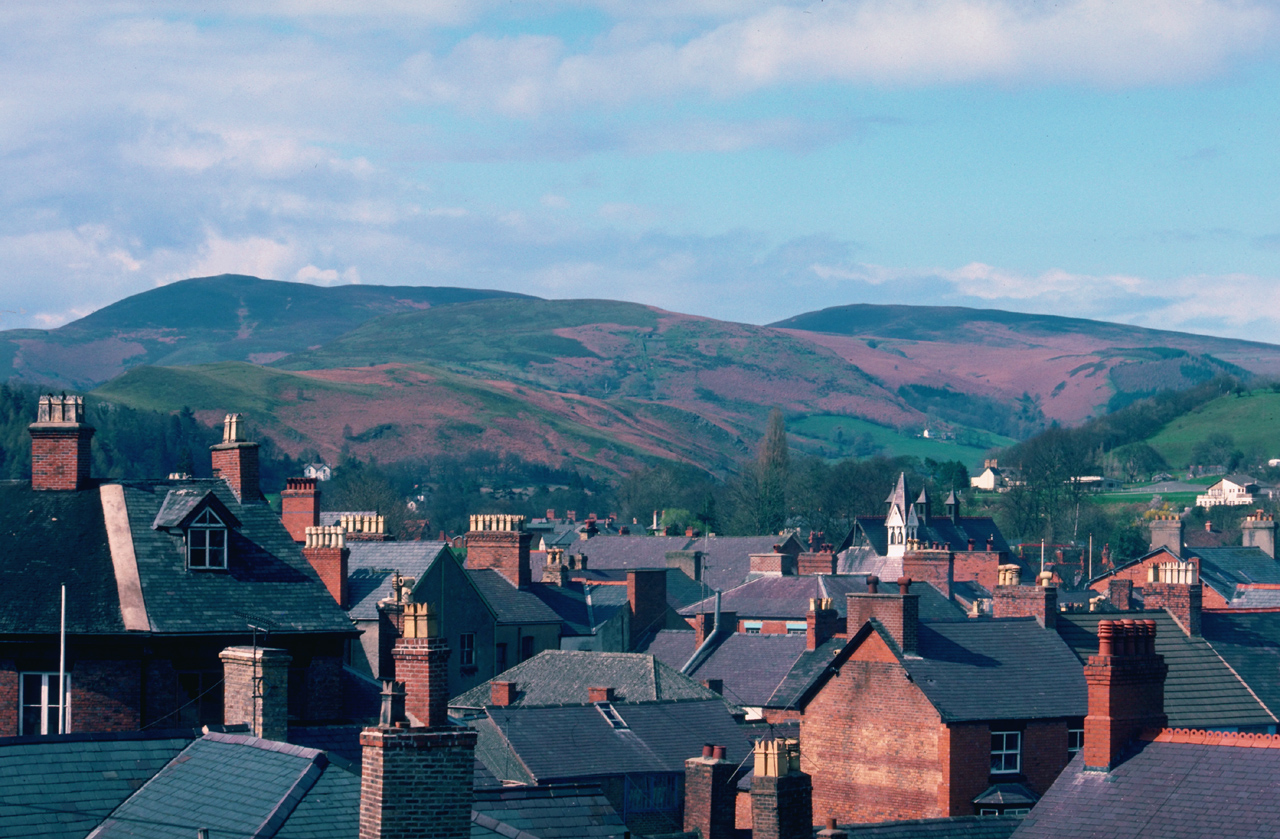
Llangollen – Blick über die Stadt

Llangollen liegt in einem jahrhundertelang vornehmlich landwirtschaftlich genutzten Gebiet. Die örtliche Wassermühle ist über 600 Jahre alt; sie lieferte den Landwirten ihr Mehl. Die Schafzucht war vorherrschend, und das Weben strapazierfähiger Textilien hatte seinen festen Platz auf den Farmen. Später wurden entlang des Dee mehrere Fabriken für die Verarbeitung von Wolle und Baumwolle errichtet.
Um nach Llangollen am nördlichen Ufer des Dee zu gelangen, überquert man die Bishop Trevor Bridge, im 14. Jahrhundert von eben jenem Bischof erbaut und unter Elisabeth I. zu einer schönen Bogenbrücke erweitert.  Für Nordwales- und Irlandreisende war die Stadt schon vor langer Zeit eine Hauptstation, davon zeugen die vielen Postkutschengasthöfe entlang der Bridge Street und der Church Street. Wirkliche Prosperität setzte jedoch erst in viktorianischer Zeit mit dem von Thomas Telford erbauten und 1826 fertiggestellten Holyhead Road ein. Dadurch entstand eine durchgehende Verbindung vom Hafen von Holyhead auf Anglesey durch das nördliche Wales bis nach London; die Straße ist heute ein historischer Highway. In der Folge entwickelte sich Llangollen binnen kurzer Zeit von einem kleinen walisischen Dorf zu einem ansehnlichen Städtchen. Die eindrucksvollsten viktorianischen Bauten der Stadt sind in der Castle Street zu finden; die Straße ist die Einkaufsmeile von Llangollen und wurde zwischen 1850 und 1870 als direkte Verbindung von Telfords neuem Highway zur Brücke über den Dee gebaut. Schaustück der viktorianischen Architektur ist das 1867 erbaute Rathaus.
Kurz vor dem viktorianischen Zeitalter war der Llangollen-Kanal als Abzweigung des Shropshire Union Canal, einem sogenannten Narrowboat-Kanal, gebaut worden. Das spektakulärste Stück dieses Kanals ist das Pontcysyllte-Aquädukt, eine 35 m hohe und 305 m lange Trogbrücke, flussabwärts von Llangollen. Obwohl vornehmlich für den Transport von Kalk, Schiefer, Kohle und Wolle gedacht, hat der neue Wasserweg auch den Tourismus angestoßen. Attraktion des viktorianischen Llangollen waren die Original Pleasure Boats des Captain Jones. Mit den Schuten wurden die Besucher zu den Sehenswürdigkeiten wie der Valle Crucis Abbey, Eliseg's Pillar und den Horseshoe Falls getreidelt.
Die Bahnstrecke der Vale of Llangollen Railway erreichte Llangollen im Jahr 1861. Mitte der 1960er wurde die Strecke zwischen Ruabon und Bala stillgelegt. Ein paar Enthusiasten sorgten im September 1975 für die Neueröffnung als Museumseisenbahn Llangollen Railway. Inzwischen werden 12 Kilometer der Strecke entlang des Dee-Tales betrieben.
Königin Victoria benutzte die Bahnverbindung nach Llangollen bei ihrem Besuch im Jahr 1889. Sie hatte die Stadt schon einmal 1832 besucht, kurz vor ihrer Thronbesteigung. Anlässlich ihres Regierungsjubiläums ehrte Llangollen die Regentin im Jahr 1899 mit dem Bau der Victoria Promenade am Südufer des Dee. Besucher und Einheimische flanieren auf ihr noch heute das Flussufer entlang.
Heutzutage bildet Llangollen mitsamt dem Umland eine eigene Community, die auch weitere Dörfer wie Bryn-newydd umfasst.

## Plas Newydd

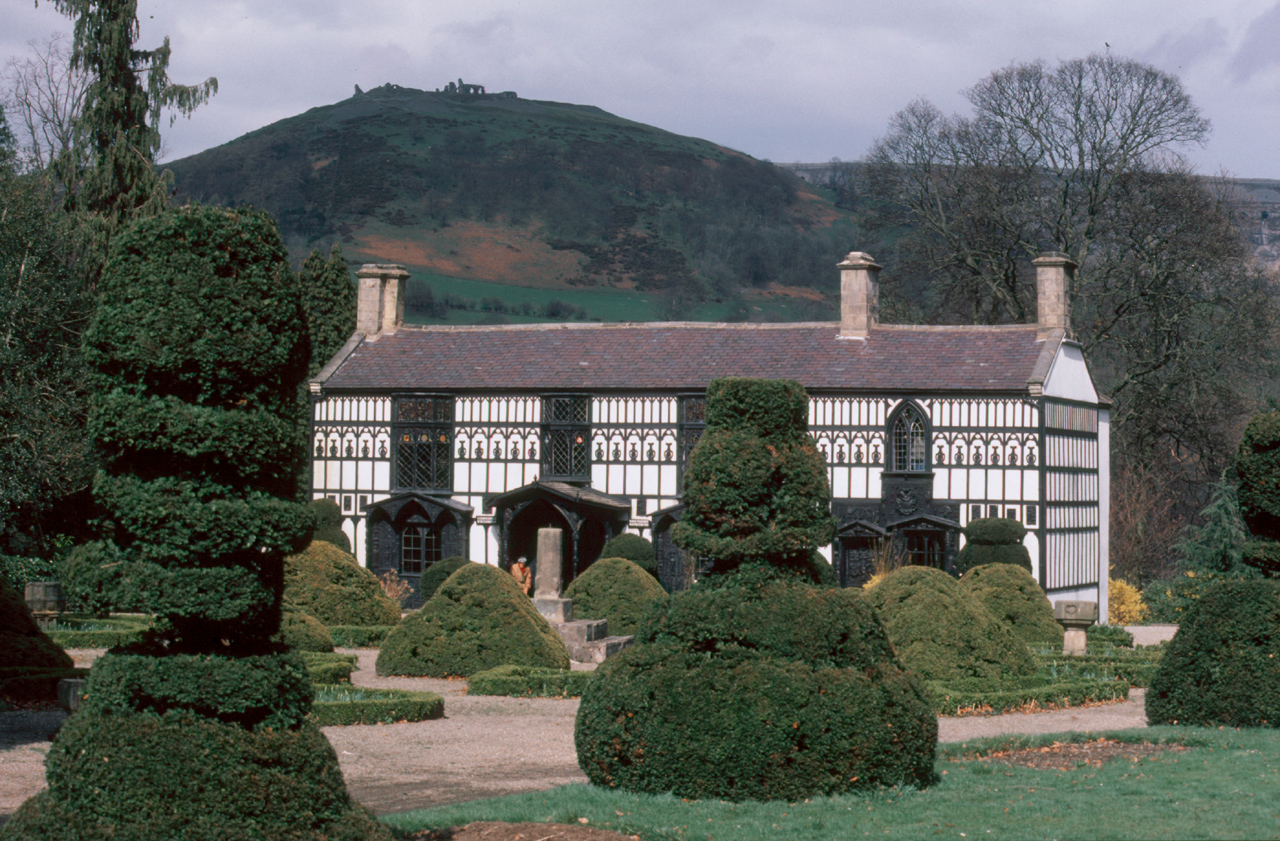
Plas Newydd am Ortsrand von Llangollen; Castell Dinas Brân auf der Anhöhe im Hintergrund

Auf dem Butler Hill am Rande von Llangollen steht Plas Newydd (walisisch für „neuer Palast“), eines der wunderlichsten Häuser des Vereinigten Königreiches, wie auch das Schicksal der beiden Frauen, die es 50 Jahre lang bewohnten, zu den wunderlichsten dieser Zeit gehört. Eleanor Butler und ihre Begleiterin Sarah Ponsonby, die beide aus irischen Adelsfamilien stammten, widersetzten sich den geltenden Konventionen, verließen Irland und mieteten in Llangollen das Cottage am Rande der Stadt, um dort ihr Leben miteinander zu verbringen. Die beiden Einsiedlerinnen wurden mit der Zeit als Ladies von Llangollen bekannt, und viele Berühmtheiten ihrer Zeit kamen, sie zu besuchen, darunter William Frederick, 2. Duke of Gloucester and Edinburgh, der Lakeland-Dichter William Wordsworth, Sir Walter Scott und die Schauspielerin Sarah Siddons.

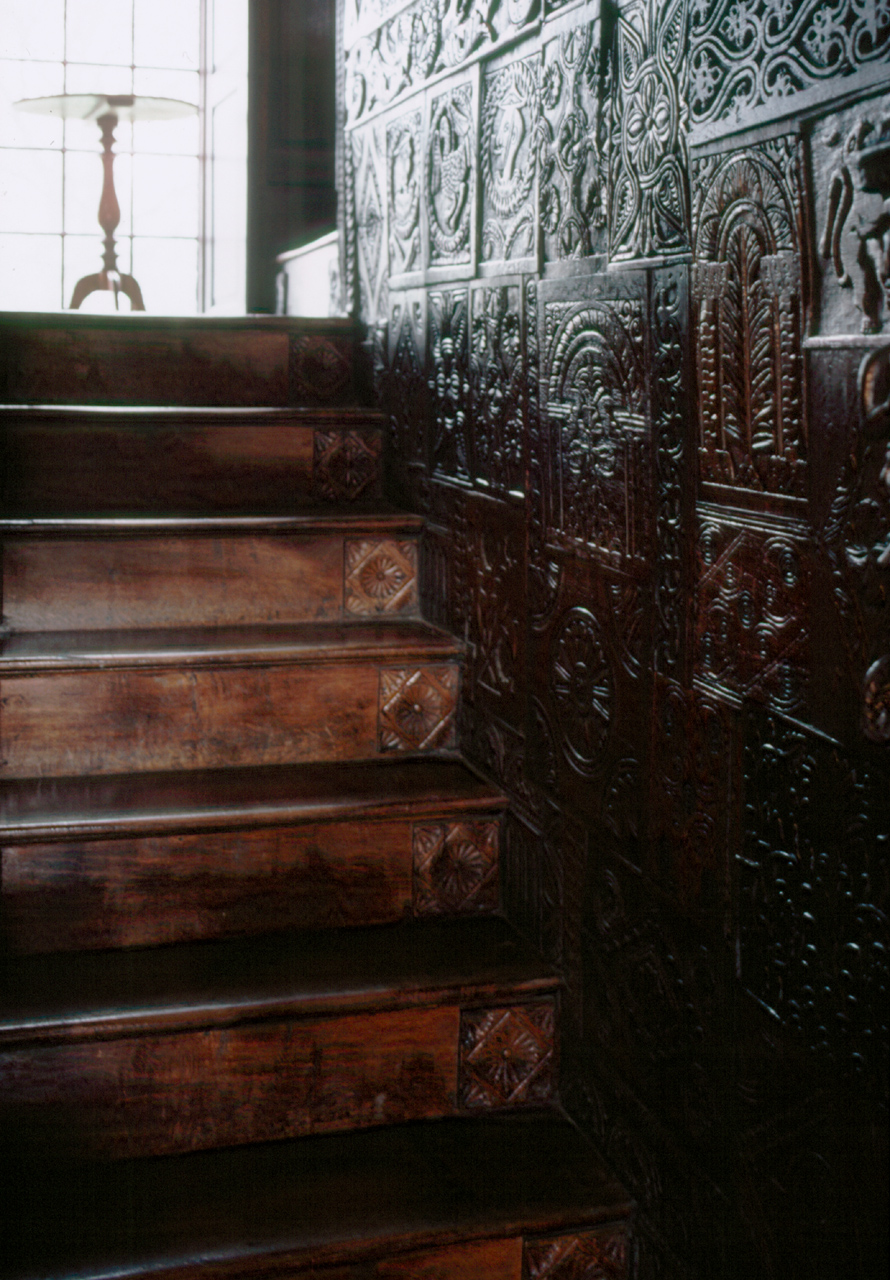
Treppenaufgang mit Eichenholztäfelung

Das Cottage war ursprünglich ein schlichter Bau, viereckig und mit Steinplatten gedeckt. Das Obergeschoss hatte drei Fenster, und im Untergeschoss befand sich je eines rechts und links der zentralen Tür. Zwischen 1789 und 1814 wurde das Äußere immer anspruchsvoller. Außerdem wurde an der hinteren Seite ein Keller und ein weiterer Raum angefügt. 1798 war die erste Umgestaltungsphase abgeschlossen; das Haus hatte jetzt im ersten Stock dreiteilige Fenster sowie ein gotisches Spitzbogenfenster über der Bibliothek. Bis 1814 kamen dann die Erkerfenster im Obergeschoss hinzu. Unten wurden geschnitzte Baldachine aus Eiche über die Fenster gesetzt. Zu dieser Zeit war das Haus sicher am schönsten; ein weißgekalktes gotisches Cottage (die elisabethanische Fachwerkverkleidung bekam das Haus erst in viktorianischer Zeit) inmitten von Blumenbeeten und Spalierobst und mit dem Blick auf eine grüne Wiese.
Eine Kuriosität besonderer Art stellt die Innenausstattung des Hauses dar. Wer die Ladies zum zweiten Mal besuchte, musste als Gastgeschenk entweder eine Holzschnitzerei oder ein Stück Farbglas mitbringen. Mit diesen Freundschaftsgaben wurde ein Raum nach dem anderen getäfelt; die Glasstücke dienten als Fensterscheiben. Die Eichenschnitzereien im kleinen Vorraum gehen bis auf das Jahr 1192 zurück.

## Castell Dinas Brân

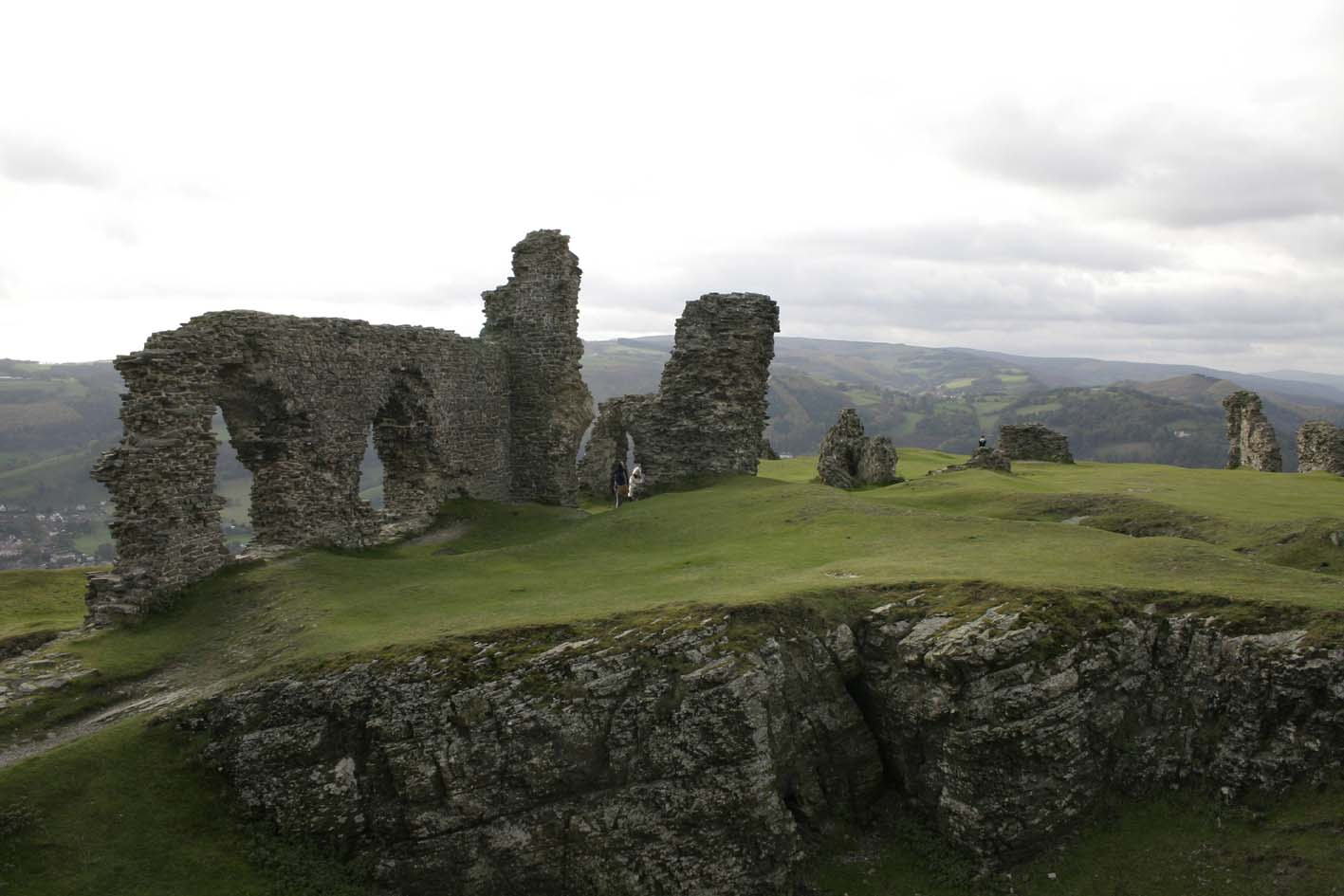
Castell Dinas Brân – Mauerwerk und Graben

Obwohl nur ein paar Mauerreste von Dinas Bran Castle übrig sind, kann man die Ruinen auf dem Hügel am Rande des Dee-Tales kaum übersehen. Der Name Dinas bezieht sich auf einen Ringwall aus der Eisenzeit, den die mittelalterlichen Burgbaumeister den eigenen Zwecken entsprechend gestaltet haben. Der Wall aus der Eisenzeit und der Graben, die den östlichen Teil des Hügels in einem weiten Bogen umfassen, sind deutlich zu erkennen. Auch gibt es einen in den Fels gehauenen mittelalterlichen Graben, 4,5 bis 6 m tief, dessen Seitenwände immer noch vertikal an ihrem Platz stehen.
Die Burg hat eine unerwartete Größe; der rechteckige Grundriss weist eine Länge von über 90 m und eine Breite von 40 m auf. Am östlichen Ende des Areals befinden sich Überreste eines kleinen quadratischen Bergfrieds auf Erdgeschossniveau, der vielleicht älter als die restliche Anlage ist. An der Nordostecke gibt es Überreste von Fundamenten eines schmalen, länglichen und ungewöhnlich gestalteten Pförtnerhauses mit Zwillingstürmen englischer Bauart. Außerdem befindet sich rittlings auf der südlichen Umfassungsmauer etwas, was ein als D gestalteter Turm gewesen sein könnte. Das aufrecht stehende Hauptmauerwerk, vom Tal aus gut zu erkennen, ist alles, was vom Saalbau der Burg übrig blieb.
Dinas Brân (walisisch für Festung des Bran), die auch als mögliche Gralsburg in Betracht kommt, wurde wahrscheinlich um 1260 von Gruffydd Maelor ap Madog, Fürst dieses Teils von Powys, gebaut. Die Burg scheint mehr dem Prestige gedient zu haben, nicht einem wirklichen Schutzbedürfnis, und in dieser Hinsicht hat es wohl auch alle anderen Burgen der Waliser übertroffen. Im Jahr 1277, als die Armee Edwards I. unaufhaltsam vorrückte, brannte die Besatzung die Burg schließlich nieder. Der englische Kommandant Henry de Lacy schlug in einem Brief dem König vor, die Burg wieder aufzubauen, weil in Wales keine stärkere und in England keine größere zu finden sei. Aber sein Vorschlag fand kein Gehör, die Truppen rückten ab, und Dinas Brân wurde dem Verfall überlassen.